# Alexandre Licnos
Alexandre Licnos (en grec antic: Ἀλέξανδρος ὁ Λύχνος, llatí: Alexander Lychnus) va ser un escriptor de l'antiga Grècia nascut a Efes, per la qual cosa també és anomenat Alexandre d'Efes. Va viure al segle ii aC o potser al segle i aC, una mica abans que Estrabó, que l'esmenta entre els poetes més recents d'Efes, i va escriure obres d'historiografia i també poesia.
Estrabó també diu que va prendre part en els afers polítics de la seva ciutat, i li atribueix una Història i poemes de tipus didàctic, que tractaven sobre temes d'astronomia i de geografia, on descrivia els continents, descrivint-los en llibres diferents.
Alguns autors suposen que aquest Alexandre va ser l'autor d'una història sobre els filòsofs grecs (αί τῶν φιλοσόφων διαδοχαί), de la que parla amb freqüència Diògenes Laerci, però probablement era una obra d'Alexandre Polihistor. És molt probable que Ciceró, quan parla d'Alexandre, es refereixi a aquest Licnos, del que diu que no era un bon poeta i era un escriptor descuidat. Vibi Curi li havia fet arribar uns llibres d'aquest autor.